# Сявнозеро (озеро, Кондопожский район)
Сявнозеро — пресноводное озеро на территории Петровского сельского поселения Кондопожского района Республики Карелии.

## Общие сведения
Площадь озера — 1,3 км². Располагается на высоте 138,8 метров над уровнем моря.
Форма озера продолговатая: оно более чем на три километра вытянуто с ССВ на ЮЮЗ. Берега каменисто-песчаные, преимущественно возвышенные, местами заболоченные.
Из южной оконечности озера вытекает безымянная протока, впадающая в озеро Ватчелское — исток реки Кужи, впадающей в озеро Черанга, которое, в свою очередь, является истоком реки Черанги, впадающей в реку Суну.
Ближе к южной оконечности озера расположен один небольшой остров без названия.
Населённые пункты и автодороги вблизи водоёма отсутствуют.
Код объекта в государственном водном реестре — 01040100211102000018101.